# His Last Trick
His Last Trick est un film muet américain réalisé par Frank Lloyd et sorti en 1915.

## Fiche technique
- Titre : His Last Trick
- Réalisation : Frank Lloyd
- Scénario : Frank Lloyd
- Production : Carl Laemmle pour Universal Film Manufacturing Company
- Genre : Film dramatique
- Date de sortie :
  - États-Unis : 31 mars 1915

## Distribution
- Millard K. Wilson : James Mordon
- Helen Leslie : Alma Mordon
- Duke Worne : Herbert Manning